# Новоильинский (Пермский край)
Новоильи́нский — посёлок городского типа в Нытвенском районе Пермского края России. Административный центр Новоильинского городского поселения.
Население — 2927 чел. (2023).

## География
Расположен на правом берегу Камы в месте впадения реки Сырка в 9 км к востоку от Нытвы, в 6 км к югу от пгт Уральский, в 26 км к юго-западу от Краснокамска и в 45 км к западу от Перми. К северо-востоку расположен микрорайон Новая Станция.
Имеется подъездная дорога от автодороги М7 — Нытва — Уральский.
Ближайшая ж.-д. станция Сукманы (на ветке Чайковская — Нытва) расположена в 5 км к северо-западу от посёлка.

## История
Посёлок вырос при строительстве Новоильинского сплавного рейда, начало которому было положено в мае 1931 года. Первоначально относился к Новоильинскому сельсовету, центром которого являлось расположенное на противоположном берегу Камы село Новоильинское (ныне в Пермском районе) — у него посёлок и позаимствовал своё название (планировавшееся в 1940 году переименование посёлка в Среднекамский не было осуществлено в связи с началом Великой Отечественной войны).
Первое время в посёлке находилась сплавная контора, преобразованная 10 декабря 1934 года в сплавной рейд. Работала также лесоперевалочная база, которая в 1940 году влилась в сплавной рейд, но затем вновь стала самостоятельной. В годы Великой Отечественной войны в посёлке размещался 460-й запасной полк Уральского военного округа, в котором служили призывники, лица старшего непризывного возраста и выписанные из госпиталей (всего около 6 тыс. чел.).
11 декабря 1942 г. посёлок получил статус посёлка городского типа.
С 1944 года заработал учебный комбинат (в 1953 г. на базе учебного комбината и школы мастеров образована лесотехническая школа для подготовки кадров лесосплавных предприятий страны). В 1946 г. в поселке появилась школа ФЗО № 7 (преобразована в 1950-х в строительное училище № 15, в 1963 г. — в ГПТУ № 50).
В июне 1951 года началось строительство завода стандартного домостроения (НЗСД, позднее — домостроительный комбинат), пущен в действие в 1952 году (просуществовал до 29 июня 1963 г.). В 1954 г. была проведена высоковольтная линия электропередач Краснокамск — Новоильинский.
После ликвидации сплавного рейда (1963 г.) действовал лесоперерабатывающий комбинат. Домостроительный комбинат был реорганизован в лесоперевалочный комбинат, который в 1992 году был преобразован в АООТ «Новоильинский лесоперевалочный комбинат». Ликвидация комбината была завершена в 1996 году по процедуре банкротства.

## Инфраструктура
Муниципальное предприятие жилищно-коммунального хозяйства «Новоильинское», пожарная часть № 134, автовокзал, амбулатория.
Промышленные предприятия — ООО «Камахольц», ООО «Латофлекс».

## Образование, культура, спорт
Новоильинский казачий кадетский корпус имени атамана Ермака (создан 01.01.2012 г. на базе средней школы № 7), отделение Нытвенской детско-юношеской спортивной школы, детская музыкальная школа, два детских сада, дом досуга, дом спорта, библиотека. На территории поселения расположены детские оздоровительные лагеря «Гагаринец» и «Юность».
Ежегодно (февраль-март) в посёлке проводятся Открытые краевые соревнования по лыжным гонкам (спринт) на приз памяти заслуженного тренера РСФСР Мирошина, Владимира Михайловича. В соревнованиях принимают участие до 400 участников.
Археологические памятники эпохи энеолита — поселения Новоильинск I, II, III (3 тыс. до н. э.).

## Население
| 1970  | 1979  | 1989  | 2002  | 2006  | 2007  | 2009  | 2010  | 2012  |
| ----- | ----- | ----- | ----- | ----- | ----- | ----- | ----- | ----- |
| 6828  | ↘5600 | ↘4944 | ↘3753 | ↘3400 | →3400 | ↗3475 | ↗3638 | ↘3520 |
| 2013  | 2014  | 2015  | 2016  | 2017  | 2018  | 2019  | 2020  | 2021  |
| ↘3491 | ↗3525 | ↗3533 | ↗3553 | ↘3523 | ↘3455 | ↘3436 | ↘3413 | ↘2984 |
| 2023  |       |       |       |       |       |       |       |       |
| ↘2927 |       |       |       |       |       |       |       |       |

## Люди, связанные с посёлком
- Аликин, Владимир Александрович (20 декабря 1957, Новоильинский (Долгий мост)) — биатлонист, Заслуженный мастер спорта СССР, Олимпийский чемпион, серебряный призёр Олимпийских игр (Зимние Олимпийские игры 1980), Заслуженный тренер России. Подполковник РА.
- Гараничев, Евгений Александрович (13 февраля 1988) — биатлонист, Заслуженный мастер спорта России, бронзовый призёр Олимпиады в Сочи (Зимние Олимпийские игры 2014) в индивидуальной гонке, трёхкратный чемпион России, многократный призёр этапов Кубка мира.
- Тюленев, Игорь Николаевич (род. 1953 г.) — русский поэт.